# Handelsverband Rheinland-Pfalz

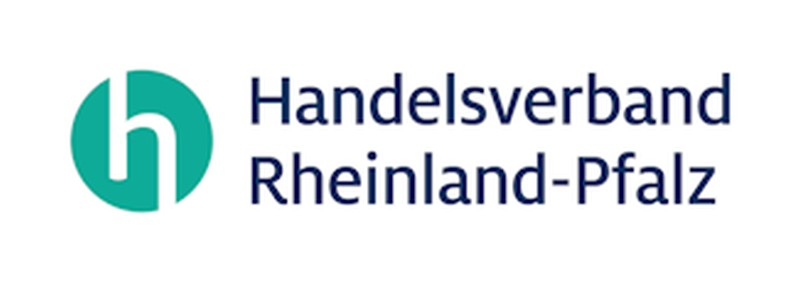
Logo des Handelsverbandes Rheinland-Pfalz

Der Handelsverband Rheinland-Pfalz ist der Interessenverband des Einzelhandels in Rheinland-Pfalz mit Sitz in Mainz. Der Handel ist der größte Arbeitgeber in Rheinland-Pfalz und bundesweit der drittgrößte Wirtschaftszweig. Der Verband spricht für rund 12.000 Unternehmen mit insgesamt 150.000 Beschäftigten und jährlich 29 Milliarden Euro Umsatz. Seit seiner Gründung setzt er sich für die Interessen seiner Mitglieder ein, bündelt und vertritt sie, sei es gegenüber Politik, Behörden oder Öffentlichkeit. Neben einigen anderen Vereinigungen sind die Regionalverbände Mittelrhein-Rheinhessen-Pfalz und der Handelsverband Region Trier Mitglieder des Handelsverbandes Rheinland-Pfalz.

## Aufgaben
Zu den Tätigkeitsfeldern des Verbandes gehört die Interessenwahrnehmung gegenüber Politik und Behörden. Er wirbt in und mit der Öffentlichkeit, in Zusammenarbeit mit den Medien, für die Interessen der Mitglieder und sorgt für eine objektive, sachliche Darstellung des Berufsstandes. Der Handelsverband Rheinland-Pfalz schließt als Vertreter der Arbeitgeber mit dem Sozialpartner verdi.de, als Vertreter der Arbeitnehmer, Tarifverträgen für den Einzelhandel in Rheinland-Pfalz.

## Personalien
Der Präsident des Handelsverbandes Rheinland-Pfalz ist Jan Sebastian, dieser betreibt ein Juweliergeschäft in Mainz. Hauptgeschäftsführer ist Thomas Scherer.

## Geschichte
Die Regionalverbände des Einzelhandels in Koblenz-Montabaur, Trier, Rheinhessen und der Pfalz schlossen sich 1948 zum Landesverband Einzelhandel Rheinland-Pfalz zusammen. Im Oktober 1949 traten die Einzelhandelsverbände von Rheinland-Pfalz der Hauptgemeinschaft des deutschen Einzelhandels, dem Vorläufer des Handelsverbands Deutschland (HDE), bei.
2017 änderte sich die Bezeichnung von Landesverband Einzelhandel Rheinland-Pfalz in Handelsverband Rheinland-Pfalz im Rahmen eines bundeseinheitlichen Auftretens. 2020 feierten die Handelsverbände in Rheinland-Pfalz ihr hundertjähriges Jubiläum.